# Xã Fremont, Quận Bremer, Iowa
Xã Fremont (tiếng Anh: Fremont Township) là một xã thuộc quận Bremer, tiểu bang Iowa, Hoa Kỳ. Năm 2010, dân số của xã này là 1.709 người.